# Пам'ятник Марко Поло
Пам'ятник Марко Поло (монг. Мазко Пологийн хөшөө) — пам'ятник венеціанському купцеві і юаньскому чиновникові Марко Поло, розташований в центрі столиці Монголії, Улан-Баторі.

## Історія
Пам'ятник був зведений по ескізу скульптора Б. Дензена частково на гроші міського бюджету, частково — на приватні пожертвування. Він був встановлений в міні-сквері перед будівлею «Сентрал Тауер», розташованому зі східного боку площі Чингисхана, церемонія відкриття пам'ятника, що мала місце 5 грудня 2011, була приурочена до столітнього ювілею дипломатичної служби країни. 
Необхідність установки пам'ятника іноземному послові в самому центрі столиці, недалеко від Палацу уряду, викликала нерозуміння деяких городян.

## Опис
Статуя розташовується на постаменті. Порожнисто одягнений в обладунки європейського зразка; на його правому плечі сидить мисливський сокіл.